# 志賀康史
志賀 康史（しが やすし、1963年7月14日 - ）日本の実業家。株式会社ウェザーニューズ元専務執行役員兼最高販売責任者。

## 人物・経歴
1986年3月 高千穂商科大学（現高千穂大学）商学部卒業。1986年4月 東京リコー株式会社入社。1992年3月 株式会社ウェザーニューズ入社。1997年7月 福岡支社支社長。2003年6月 販売グループリーダー。2005年8月 取締役（日本市場統括主責任者）就任。2008年8月 取締役（アジア事業統括主責任者）。2012年6月 取締役（日本販売主責任者）。2012年8月 常務取締役（日本販売主責任者）就任。2013年8月 専務取締役（日本販売主責任者）。2014年5月 専務取締役（販売主責任者(日本・新興国) )。2016年8月 専務取締役（最高販売責任者）2017年8月 取締役（最高販売責任者 (日本・アジア) )。2019年6月 取締役（専務執行役員)。2019年8月 専務取締役。2020年5月31日 執行役員退任。　